# Nowyje Burasy
Nowyje Burasy (ros. Новые Бурасы) – osiedle typu miejskiego w Rosji, w obwodzie saratowskim, ośrodek administracyjny rejonu nowoburaskiego. W 2010 liczyło 5870 mieszkańców.